# Johannes Voigt
Johannes Voigt (født 27. august 1786, død 23. september 1863) var en preussisk historiker, far til Georg Voigt.
Voigt vandt sig et navn ved en efter datidens forhold meget upartisk skildring af Hildebrand als Papst Gregor VII und sein Zeitalter (1815) og blev 1817 professor i Königsberg samt leder af det derværende statsarkiv; han tilbragte hele sit liv her og syslede især med Preussens historie i middelalderen, som han skildrede indgående i Geschichte Preussens (9 bind, 1827—39), ligesom han udgav Codex diplomaticus Prussicus (6 bind, 1836—61).